# Eleccions legislatives croates de 1990
Les Eleccions legislatives croates de 1990 es van dur a terme entre el 22 d'abril i el 7 de maig de 1990. Foren convocades pel govern comunista de Croàcia després d'esmenar la Constitució a començaments d'any per tal de permetre eleccions lliures i multipartidistes. La forma del Parlament que anava a ser escollida es feia sota l'establit a la Constitució de 1974 - Cambra dels Municipis, Casa de les organitzacions socio-polítiques i la Cambra de Treball Associat. Aquest últim representava al "poble treballador" de diverses professions i pel fet que les eleccions se celebrarà el dilluns, permeteren als votants emetre els seus vots en els seus respectius llocs de treball.
La llei electoral nova, ideada per Smiljko Sokol seguint el model de la legislació electoral francesa, va presentar un sistema de segona volta de votació. Un candidat que obtingués més del 50% guanyava la primera ronda, però si no, tots els candidats que obtingueren almenys el 7% dels vots entraven en la segona ronda. Les eleccions al Parlament també se celebraren conjuntament amb les eleccions per a les assemblees municipals (amb un mateix sistema de votació de segona volta).
El resultat final va ser indiscutiblement clar. La HDZ va guanyar gairebé dos terços dels escons i el mandat clar per impulsar qualsevol agenda legislativa i constitucional. El SDP es va convertir en el segon partit més gran en el Parlament. La resta d'escons va ser compartida per la Coalició d'Acord Popular, el Partit Democràtic Serbi i alguns candidats independents. El nou parlament es va reunir el 30 de maig de 1990, des d'aleshores diada nacional, i es va iniciar el procés que va dur a la independència de Croàcia.

## Resultat de les eleccions
| Elecció de 1990                                                         |          |          |                |
| Consell Sociopolític                                                    |          |          |                |
| Partit                                                                  | 1a volta | 2a volta | escons         |
| Unió Democràtica Croata (HDZ)                                           | 40,07%   | 40,79%   | 205 (57,58%)   |
| Candidats units a la HDZ                                                | 0,34%    | 1,60%    | amb l'anterior |
| Lliga de Comunistes de Croàcia-Partit pels Canvis Democràtics (SKH-SDP) | 22,63%   | 26,61%   | 107 (30,06%)   |
| Candidats units al SKH-SDP                                              | 4,89%    | 7,25%    | amb anterior   |
| Coalició d'Acord Popular                                                | 10,55%   | 9,56%    | 21 (5,90%)     |
| Lliga Socialista-Partit Socialista de Croàcia (SS-SSH)                  | 6,23%    | 3,31%    | -              |
| Partit Democràtic Croat (HDS)                                           | 3,80%    | 4,08%    | -              |
| Partit Democràtic Serbi (SDS)                                           | 1,55%    | 2,00%    | 5 (1,40%)      |
| Candidats independents                                                  | -        | -        | 13 (3,65%)     |
| Altres                                                                  | -        | -        | 5 (1,40%)      |
| Participació                                                            | 84,54%   | 74,82%   | -              |

Font: pel nombre d'escons obtinguts.